# Teuchophorus monacanthus
Teuchophorus monacanthus är en tvåvingeart som beskrevs av Friedrich Hermann Loew 1859. Teuchophorus monacanthus ingår i släktet Teuchophorus och familjen styltflugor. Arten är reproducerande i Sverige. Inga underarter finns listade i Catalogue of Life.